# Сборная Италии по футболу (до 19 лет)
Сборная Италии по футболу до 19 лет — национальная команда Италии, представляющая Италию на юношеских чемпионатах Европы среди игроков не старше 19 лет. Контролируется Федерацией футбола Италии. За всю свою историю участвовала 9 раз в финальной стадии чемпионата Европы, где одержала две победы: в 2003 году в Лихтенштейне и в 2023 году на Мальте.

## История
Сборная Италии до 19 лет выиграла чемпионат Европы среди юношей до 19 лет в 2003 г. Тогда команда под руководством тренера Паоло Берреттини обыграла в финале Португалию со счетом 2:0, выиграв второй титул чемпиона Европы в своей истории после 1958 года. , Альберто Аквилани, Раффаэле Палладино и Джампаоло Паццини были частью этой команды, среди прочих.
После нескольких лет пропущенных квалификаций в 2008 году U-19 прошли квалификацию на европейский U-19 в Чехии, где вышли в финал, проиграв Германии со счетом 3: 1. В этом выпуске были отмечены вратарь Фиорилло, полузащитники Раджо Гарибальди и Поли, а также нападающий Окака.
В 2011 году он выиграл Мемориал Валентина Гранаткина и Кубок Сендай в 2004 году.
В 2016 году она вышла в финал чемпионата Европы U-19 в Германии, где проиграла Франции со счетом 4:0.
В 2018 году она снова вышла в финал чемпионата Европы U-19 в Финляндии, где уступила Португалии со счетом 4: 3, которую Италия обыграла несколькими днями ранее со счетом 3: 2 на групповом этапе.

## Текущий состав
| Игрок                  | Страна      | Позиция      | Клуб               |
| Себастьяно Депланше    | Флаг Италии | Вратарь      | Милан U19          |
| Якопо Сасси            | Флаг Италии | Вратарь      | Аталанта U19       |
| Жоеле Заччи            | Флаг Италии | Вратарь      | Сассуоло U19       |
| Джорджио Шальвини      | Флаг Италии | Защитник     | Аталанта           |
| Алессандро Фонтанароса | Флаг Италии | Защитник     | Интернационале U19 |
| Диого Коппола          | Флаг Италии | Защитник     | Хеллас Верона U19  |
| Даниеле Гиларди        | Флаг Италии | Защитник     | Фиорентина U19     |
| Риккардо Туриччия      | Флаг Италии | Защитник     | Ювентус U19        |
| Габриеле Мулацци       | Флаг Италии | Защитник     | Ювентус U19        |
| Матиа Цанотти          | Флаг Италии | Защитник     | Интернационале U19 |
| Федерико Цуккон        | Флаг Италии | Полузащитник | Аталанта U19       |
| Самуель Джоване        | Флаг Италии | Полузащитник | Аталанта U19       |
| Фабио Миретти          | Флаг Италии | Полузащитник | Ювентус U19        |
| Чезаре Казадей         | Флаг Италии | Полузащитник | Интернационале U19 |
| Джованни Фаббиан       | Флаг Италии | Полузащитник | Интернационале U19 |
| Якопо Фаццини          | Флаг Италии | Полузащитник | Эмполи U19         |
| Томмасо Бальданци      | Флаг Италии | Полузащитник | Эмполи             |
| Николо Кавуоти         | Флаг Италии | Полузащитник | Кальяри U19        |
| Уилфрид Гнонто         | Флаг Италии | Нападающий   | ФК Цюрих           |
| Энок Н’Гбессо          | Флаг Италии | Нападающий   | Специя U19         |
| Томмасо Манчини        | Флаг Италии | Нападающий   | Виченца Виртус     |
| Дестини Эгаревба       | Флаг Италии | Нападающий   | Фиорентина U19     |

## Тренеры
- 1992—2006: Паоло Берреттини
- 2006—2008: Франческо Рокка
- 2008—2010: Массимо Писцедда
- 2010—2011: Даниэле Цоратто
- 2011—2013: Альбериго Эвани
- 2013—2015: Алессандро Пане
- 2015—2016: Паоло Ваноли
- 2016—2017: Роберто Баронио
- 2017—2018: Паоло Николато
- 2018—2019: Федерико Гвиди
- 2019: Кармине Нунциата
- 2019—2020: Альберто Боллини
- 2020-настоящее время: Кармине Нунциата